# Richard Archbold
Pour les articles homonymes, voir Archbold.
Richard Archbold est un homme d'affaires et un zoologiste américain, né le 9 avril 1907 à New York et mort le 1er août 1976.

## Biographie
Il fait fortune grâce à la Standard Oil Company. Aviateur et explorateur réputé, il organise, finance et conduit quatre expéditions scientifiques, la première à Madagascar et les trois autres en Nouvelle-Guinée. C’est durant celles-ci que les sociétés des hautes terres de l’intérieur de l’île, que l’on croyait inhabitées, sont découvertes.
En 1941, il s’installe à Lake Placid (Floride) où il fonde une station de recherche biologique de plus de 400 hectares. Des scientifiques peuvent venir y étudier à demeure la faune et la flore. Après la Seconde Guerre mondiale, Archbold continue à vivre à Lake Placid tout en continuant à financer des missions d’explorations en Nouvelle-Guinée et en Australie. Il contribue également à la modernisation de la région autour de Lake Placid en y installant des centres d’épuration et l’eau courante. En 1973, le centre de recherche est enrichi de plus de 1 200 hectares. Archbold décède du cancer et lègue ses installations à l’American Museum of Natural History. De nombreuses espèces de plantes et d’animaux lui sont dédiées dont le genre Archboldia (un oiseau de la famille des Ptilonorhynchidae) par Austin Loomer Rand (1905-1982) en 1940, l’égothèle d'Archbold (Aegotheles archboldi également par Rand en 1941, le miro des rochers (Petroica archboldi) toujours par Rand en 1940, la newtonie d'Archbold (Newtonia archboldi) par Jean Théodore Delacour (1890-1985) et Jacques Berlioz (1891-1975) en 1931, l'engoulevent d'Archbold (Eurostopodus archboldi) par Ernst Mayr (1904-2005) et Rand en 1935...

## Source
- Bo Beolens et Michael Watkins (2003). Whose Bird ? Common Bird Names and the People They Commemorate. Yale University Press (New Haven et Londres).